# Gyrinus merganser
Gyrinus merganser là một loài bọ cánh cứng trong họ van Gyrinidae. Loài này được Gemminger & Harold miêu tả khoa học năm 1868.